# Эллис, Джей
Уэ́нделл Рамо́н Э́ллис-младший (англ. Wendell Ramone Ellis Jr.), наиболее известный как Джей Э́ллис (англ. Jay Ellis; род. 27 декабря 1981) — американский актёр, известный благодаря роли Лоренс Волкера в сериале производства Исса Рей «Insecure».

## Награды и номинации
| Год  | Награда                          | Категория                            | Проект   | Результат |
| ---- | -------------------------------- | ------------------------------------ | -------- | --------- |
| 2017 | Black Reel Awards for Television | Лучшая актёр в драматическом сериале | Insecure | Номинация |
| 2018 | NAACP Image Awardss              | Лучшая актёр в драматическом сериале | Insecure | Победа    |